# ساکاگاویا
ساکاگاویا (Sacagawea) (همچنین با املای Sakakawea یا Sacajawea)‏ (حدود می ۱۷۸۸ – ۲۰ دسامبر ۱۸۱۲ یا ۹ آوریل ۱۸۸۴)،‏ زنی از قبیله لمی شوشون بود که در سن ۱۶ سالگی، با اکتشاف قلمرو لوئیزیانا، به سفر اکتشافی لوئیس و کلارک در راستای دستیابی به ماموریت‌شان کمک نمود. ساکاگاویا هزاران مایل را از داکوتای شمالی تا اقیانوس‌ اطلس با سفر اکتشافی سفر نمود، در جهت تأمین روابط فرهنگی با جمعیت‌های بومیان آمریکایی همکاری نموده و به دانش سفر اکتشافی در مورد تاریخی طبیعی مناطق افزود.
انجمن ملی حق رأی زنان آمریکایی در اوایل قرن بیستم، او را به عنوان نمادی از ارزش و استقلال زنان انتخاب نمود، لوحه‌ها و تندیس‌های زیادی برای گرامی‌داشت از وی بلند نموده و کارهای فراوانی برای بازگویی دستاوردهای او انجام داد.

## اوایل زندگی
اطلاعات معتبر تاریخی در مورد ساکاگاویا بسیار محدود است. او در حوالی ۱۷۸۸ میلادی در قبیله آگایدیکا («سالمون ایتر»، همچنین معروف به لمی شوشونی) در نزدیکی منطقه‌ای که حالا سالمون، شهرستان لمی در آیداهو واقع شده‌است، زاده شد. این منطقه در نزدیکی آب پخشان اقلیمی آمریکا، در مرز امروزی میان آیداهو-مونتانا قرار دارد.
در ۱۸۰۰ میلادی، هنگامی که او حدوداً ۱۲ سال سن داشت، ساکاگاویا و چند دختر دیگر طی یورشی از جانب گروهی از قبیله هیداتسا اسیر گرفته شده و چندین شوشونی نیز کشته شد: چهار مرد، چهار زن و چندین پسر. او در دهکده هیداتسا در نزدیکی واشبورن، داکتای شمالی امروزی محبوس شد.
هنگامی که او ۱۳ سال سن داشت، بدون اینکه رضایت داشته باشد، در یک ازدواج اجباری به توسان چاربونو، که یک تله‌انداز اهل کبک بود و تقریباً دو دهه قبل در دهکده هیداتسا زندگی می‌کرد، به فروش رسید. چاربونو چندی قبل یک دختر جوان دیگر شوشونی را نیز به عنوان همسر خریداری کرده بود. گزارش‌های مختلفی وجود دارد که چاربونو هر دو دختر را از هیداتسا خریداری نموده‌است یا اینکه او ساکاگاویا را در قمار برده‌است.

## سفر اکتشافی لوئیس و کلارک
سپاه اکتشافی به نزدیکی دهکده‌های هیداتسا رسید. آنها در نزدیکی دهکده ماندان مسکن‌گزین شده و کاپتین مری‌وثر لوئیس و کاپیتان ویلیام کلارک قلعه ماندان را برای سپری کردن زمستان ۱۸۰۴–۱۸۰۵ ساختند. آنها با چندین تله‌انداز مصاحبه نمودند تا یکی را به عنوان مترجم یا راهنمای سفر اکتشافی در امتداد رود مِیزوری انتخاب نمایند. با درک اینکه سفر اکتشافی به کمک قبایل شوشونی که در سرآب‌های رود مِیزوری زندگی می‌کردند، نیاز داشت. آنها پس از دانستن اینکه همسر توسان چاربونو به زبان شوشونی صحبت می‌کند، توافق نمودند تا او را استخدام نمایند. در آن زمان، او نخستین فرزند خود را حمل می‌کرد.
کلارک در ۴ نوامبر۱۸۰۴ در سفرنامه خود چنین یادداشت نمود:
مردی فرانسوی به‌نام چابوناه که به زبان بیگ بیلی صحبت می‌کند با ما ملاقات نمود، او می‌خواست استخدام شود و ما را مطلع نمود که دو عیال (همسر) وی از هندی‌های اسنیک (شوشونی) بودند، ما از او خواستیم تا با ما به سفر برود و یکی از همسران خود را نیز بیاورد تا زبان شوشونی را ترجمه نماید.
چاربونو و ساکاگاویا یک هفته بعد به قلعه سفر اکتشافی نقل مکان نمودند. کلارک نام خودمانی «جینی» را روی او گذاشت. لوئیس تاریخ تولد ژان باپتسی چاربونو را ۱۱ فوریه ۱۸۰۵ یادداشت نموده و نوشته‌است که یکی از مترجمان دیگر گروه، زنگ‌های له‌شده دم مار زنگی را به ساکاگاویا تجویز کرد تا روند زایمان را سرعت بخشد. کلارک و اروپایی-آمریکایی‌های دیگر، اسم خودمانی «پامپ کوچک» یا «پامپی» را بر این پسر گذاشتند.
سفر اکتشافی در ماه آوریل قلعه ماندان را ترک نموده و توسط قایق‌های حک شده از تنه درخت به‌سوی بالای رودِ میزوری حرکت کردند. این قایق‌ها باید در خلاف جریان آب پارو زده شده و برخی اوقات خدمه‌ها آنها را در بستر ردوخانه حمل می‌نمودند. ساکاگاویا اقلامی که بر اثر واژگون شدن کشتی غرق شده بود را نجات داد که در آن میان سفرنامه‌ها و یادداشت‌های لوئیس و کلارک نیز بود. فرماندهان سپاه از اقدام سریع او تحسین نموده و رود ساکاگاویا را در ۲۰ مه ۱۸۰۵ به افتخار او نام گذاشتند. در اوت ۱۸۰۵، سپاه موقعیت یک قبیله شوشونی را تشخیص داد و تلاش نمودند تا برای عبور از کوه‌های راکی از آنها اسب خریداری نمایند. آنها از ساکاگاویا به عنوان مترجم استفاده نموده و دریافتند که رئیس قبیله، کامیهویت، برادر وی بود.
لوئیس دیدار دوباره آنها را در سفرنامه خود یادداشت نمود:
مدت کوتاهی پس از اینکه کاپیتان کلارک همراه با مترجم چاربونو و زن هندی رسیدند، دریافته شد که زن هندی برادر رئیس قبیله، کامیهویت است. جلسه میان این افراد، به‌ویژه میان ساه کاه-گار-وی-اه و زن هندی که در آن زمان اسیر گرفته شده بود و بعداً از قبیله هیداتسا فرار نموده و دوباره به ملت خود پیوست، واقعاً متاثرکننده بود.
و کلارک در یادداشت خود چنین می‌نویسد:
... مترجم [همین‌طور نقل قول شده‌است] و همسر که در فاصله اندکی از من قرار داشتند برای این دیدار دلشادکننده رقصیدند و این خانم به من اشاره کرد که آنها ملت وی هستند…
قبیله شوشونی توافق نمودند تا اسب‌ها را با گروه مبادله نموده و راهنماهای برای رهبری آنها در کوهستان راکی که سرد و بایر بود، رهبری نمایند. سفر به حدی سخت بود که آنها برای اینکه زنده بمانند، مجبور به خوردن چربی شمع‌ها شدند. زمانی که آنها به مناطق گرمتر در سمت دیگر کوه پایین شدند، ساکاگاویا در راستای یافتن و پختن ریشه‌های گیاه کاماس همکاری نمود تا گروه دوباره نیرومندی خود را به‌دست بی‌آورند.
پس از اینکه سفر اکتشافی به دهانه رود کلمبیا در کناره اقیانوس آرام رسید، ساکاگاویا کمربند ساخته شده از مهره خود را به کاپیتان‌ها داد تا آنها بتوانند آنرا با یک جامه ساخته شده از خز که آنها دوست داشتند به آمریکا آورده و رئیس‌جمهور توماس جفرسون بدهند، مبادله نمایند.
مدخل ژورنال کلارک برای روز ۲۰ام نوامبر ۱۸۰۵، چنین می‌گوید:
یکی از هندی‌ها جامه‌ای بر تن داشت که ساخته شده از پوست دو سمور آبی بود و خزی که در آن استفاده شده بود از هر آنچه من تا حال دیده بودم، زیباتر بود. هم کاپیتان لوئیس و هم من تلاش نمودیم تا با هر چیزی که داشتیم آنرا خریداری نماییم. در نهایت ما آنرا با کمربند ساخته شده از مهره‌های آبی که همسر مترجم ما در اطراف کمرش بسته بود، مبادله نمودیم.
هنگامی‌که سپاه به اقیانوس آرام رسید، تمامی اعضای سفر اکتشافی – از جمله ساکاگاویا و خدمت‌کار سیاه‌پوست کلارک، یورک – در ۲۴ نوامبر در رابطه با موقعیت ساختن قلعه زمستانی آنها رأی دادند. در ژانویه، هنگامی که لاشه یک نهنگ توسط موج دریا بر ساحل قلعه کلتسوپ آورده شد، ساکاگاویا اصرار ورزید که او حق دارد تا برود و این «ماهی سترگ» را ببیند.
هنگام بازگشت، آنها به در ژوئیه ۱۸۰۶ به کوه‌های راکی رسیدند. کلارک این چنین یادداشت نمود:
زن هندی به من اطلاع داد که او بارها به این اراضی آمده‌است و اینجا را خوب بلد است… او گفت که ما در مسیرمان در کوهستان یک گذرگاه را کشف خواهیم کرد [گذرگاهی که امروزه به‌نام گذرگاه گیبونز یاد می‌گردد].
یک هفته بعد در ۱۳ ژوئیه، ساکاگاویا به کلارک توصیه نمود تا از حوضه آبریز رود یلواستون عبور نماید، جاییکه حالا به‌نام گذرگاه بووزمن یاد می‌گردد. خط آهن اقیانوس شمالی بعدها این مسیر را به عنوان بهترین مسیر برای عبور از آب پخشان اقلیمی آمریکا انتخاب نمود.
هرچند ساکاگاویا در نقش راهنمای سفر اکتشافی ظاهر می‌شود، اما بر اساس آنچه یادداشت شده‌است او تنها در چند مورد محدود راهنمایی نموده‌است. نقش وی به عنوان مترجم، به یقین که در راستای مذاکره با شوشونی‌ها برای گروه مفید واقع شد. اما، بیشترین ارزش او در مأموریت ممکن است حضور وی در سفر دشوار باشد، چون داشتن یک زن و یک نوزاد در سفر اکتشافی، نشان‌دهنده نیت صلح‌جویانه سفر اکتشافی بود. هنگام سفر در اکتبر ۱۸۰۵ در منطقه‌ای که حالا شهرستان فرانکلین، واشینگتن است، کلارک یادداشت نمود که «با داشتن همسر شابونو [چاربونو] که مترجم ما بود، تمامی هندی‌ها از در آشتی با ما پیش آمدند، همچنین در رابطه با نیت دوستانه ما، داشتن یک زن در میان گروهی از مردان نشانی از صلح است». او همچنین نوشت که او «در رابطه با نیت دوستانه ما به تمامی مردم اطمینان می‌داد، چون هیچ زنی هرگز گروهی از افراد را که با هندی‌ها جنگ می‌کنند در این ربع سال همراهی نمی‌کند».
در انتهای سفر، هنگامی که کلارک قلعه ماندان را ترک نموده و در امتداد دریا سفر می‌کرد، او در عرشه قایق دست‌کند (Pirogue) در نزدیکی دهکده ریکارا به چاربونو نوشت:
تو مدت زمانی زیادی با من بودی و بگونه‌ای رفتار کردی که دوستی من را به‌دستاوردی، همسرت که تو را در این مسیر خطرناک و ملال‌آور به اقیانوس آرام همراهی کرد و با تو بازگشت، به‌خاطر مراقبت و خدماتی که در این مسیر انجام داد مستحق پاداشی فراتر از آنچه بود که در قلعه ماندان قدرت دادن آن را داشتیم. در رابطه با پسرت (پامپی من)، تو به‌خوبی از دلبستگی من و از اینکه او را به عنوان پسر خود قبول نموده و بزرگ کنم آگاه هستی… اگر تو هر یکی از پیشنهادهای من را برای آوردن پسرت می‌پذیری، بهتر خواهد بود تا همسرت جینی نیز با تو بیاید تا زمانی که من بچه را می‌گیرم، مراقب او باشد… به آرزوی موفقیت بزرگ تو و خانواده‌ات و با دلهره در انتظار دیدار پسر کوچک رقاص خود باپتیست هستم، من دوست تو باقی خواهم ماند، ویلیام کلارک.— Clark to Charbonneau، August 20, 1806

## اواخر زندگی و مرگ

### فرزندان
پس از پایان سفر اکتشافی، چاربونو و ساکاگاویا قبل از اینکه دعوت ویلیام کلارک را پذیرفته و در ۱۸۰۹ میلادی در سنت لوئیس، مِیزوری مسکن گزین شوند، سه سال را در میان قبیله هیداتسا سپری نمودند. آنها مسئولیت آموزش ژان-باپتسی را به کلارک سپردند و کلارک این مرد جوان را را در مدرسه شبانه‌روزی آکادمی سنت لوئیس شامل کرد. ساکاگاویا در حوالی ۱۸۱۲ میلادی دختری به‌نام لیزیتی چاربونو به‌دنیا آورد. در ۱۸۱۳ میلادی، ویلیام کلارک که برادر بزرگتر لیزیتی را نیز در همان سال به فرزندی گرفته بود، لیزیتی را نیز به فرزندی گرفته و او در مدارک فرزندی، دختر یک ساله تعیین گردید. به‌خاطر اینکه اوراق کلارک بعدها هیچ ذکری از لیزیتی نمی‌کند، باور براین است که او در کودکی وفات نموده باشد.

### مرگ
براساس یادداشتی بونی، «باد رو روح» باترفیلد، (۲۰۱۰) اسناد تاریخی پیشنهاد می‌نماید که ساکاگاویا در ۱۸۱۲ میلادی بر اثر بیماری ناشناخته درگذشت. به‌طور مثال، هینری براکینریج که تاجر خز در قلعه پایگاه تجارتی لیسا در رود مِیزوری بود، در ۱۸۱۱ میلادی در سفرنامه‌اش نوشته‌است که ساکاگاویا و چاربونو در این قلعه زندگی می‌کردند. براکینریج یادداشت نمود که ساکاگاویا «بیمار شده بود و از ته دل شوق داشت تا سرزمین مادری‌اش را ببیند». باترفیلد می‌نویسد که در ۱۸۱۲ میلادی، یک منشی قلعه لیسا، جان لوتیگ در دفتر خاطرات خود در ۲۰ دسامبر یادداشت نمود که «همسر چاربونو که زنی از قبیله شوشونی بود، بر اثر بیماری تیفوس اپیدمیک درگذشت». او گفت که او «حدود ۲۵ سال عمر داشت. او یک دختر بچه سالم به‌جا گذاشت». اسنادی که توسط کلارک حفظ شده بود، نشان می‌دهد که چاربانو بنا بر اصرار کلارک، مسئولیت آموزش پسرش باپتسی در مدرسه شبانه‌روزی را قبلاً به کلارک سپرده بود (جکسون، ۱۹۶۲).